# Női 1500 méteres síkfutás a 2011. évi nyári európai ifjúsági olimpiai fesztiválon
A 2011. évi nyári európai ifjúsági olimpiai fesztiválon az atlétikai versenyszámokat Trabzonban rendezték. A női 1500 méteres síkfutás döntőjét július 27.-én rendezték.

## Döntő
| H     | Név                      | Nemzet             | E       | Mj  |
| ----- | ------------------------ | ------------------ | ------- | --- |
| Arany | Sophie Riches            | Egyesült Királyság | 4:25.95 |     |
| Ezüst | Siofra Cleirigh Buttner  | Írország           | 4:26.42 | PB  |
| Bronz | Meropi Panagiotou        | Ciprus             | 4:29.13 | PB  |
| 4.    | E. Hatun Tuna            | Törökország        | 4:29.52 |     |
| 5.    | Monika Georgie Georgieva | Bulgária           | 4:39.42 |     |
| 6.    | Pauline Bazelle          | Franciaország      | 4:40.33 |     |
| 7.    | Silvana Dias             | Portugália         | 4:40.81 |     |
| 8.    | Tinatin Papuashvili      | Grúzia             | 4:56.21 |     |
| -     | Theofani Lampropoulou    | Görögország        | -       | DNS |